# Partito Popolare Unito (Polonia)
Il Partito Popolare Unito (in polacco: Zjednoczone Stronnictwo Ludowe, - ZSL) fu un partito politico popolare della Repubblica Popolare Polacca. Fu fondato il 27 novembre 1949 dall'unione del partito comunista Stronnictwo Ludowe e l'indipendente Partito Contadino di Stanisław Mikołajczyk (che cambiò nome in Polskie Stronnictwo Ludowe).
Lo ZSL, come era previsto dall'inizio, un partito satellite del Partito Operaio Unificato Polacco (Polska Zjednoczona Partia Robotnicza, PZPR), rappresentante di PZPR nelle aree rurali.
Nel 1989, dopo la vittoria di Solidarność alle elezioni parlamentari, insieme all'altro partito satellite del PZPR, il Partito Democratico, lo ZSL decise di sostenere Solidarność. Al congresso del partito ZSL (27 novembre—29 novembre 1989), lo ZSL si trasformò nel partito Polskie Stronnictwo Ludowe - Odrodzenie. PSL-Odrodzenie si unì con il PSL Wilanowskie, formando l'attuale Partito Popolare Polacco.
| Controllo di autorità | VIAF (EN) 301572262 · GND (DE) 1013115-2 |